# Kuchnia senegalska

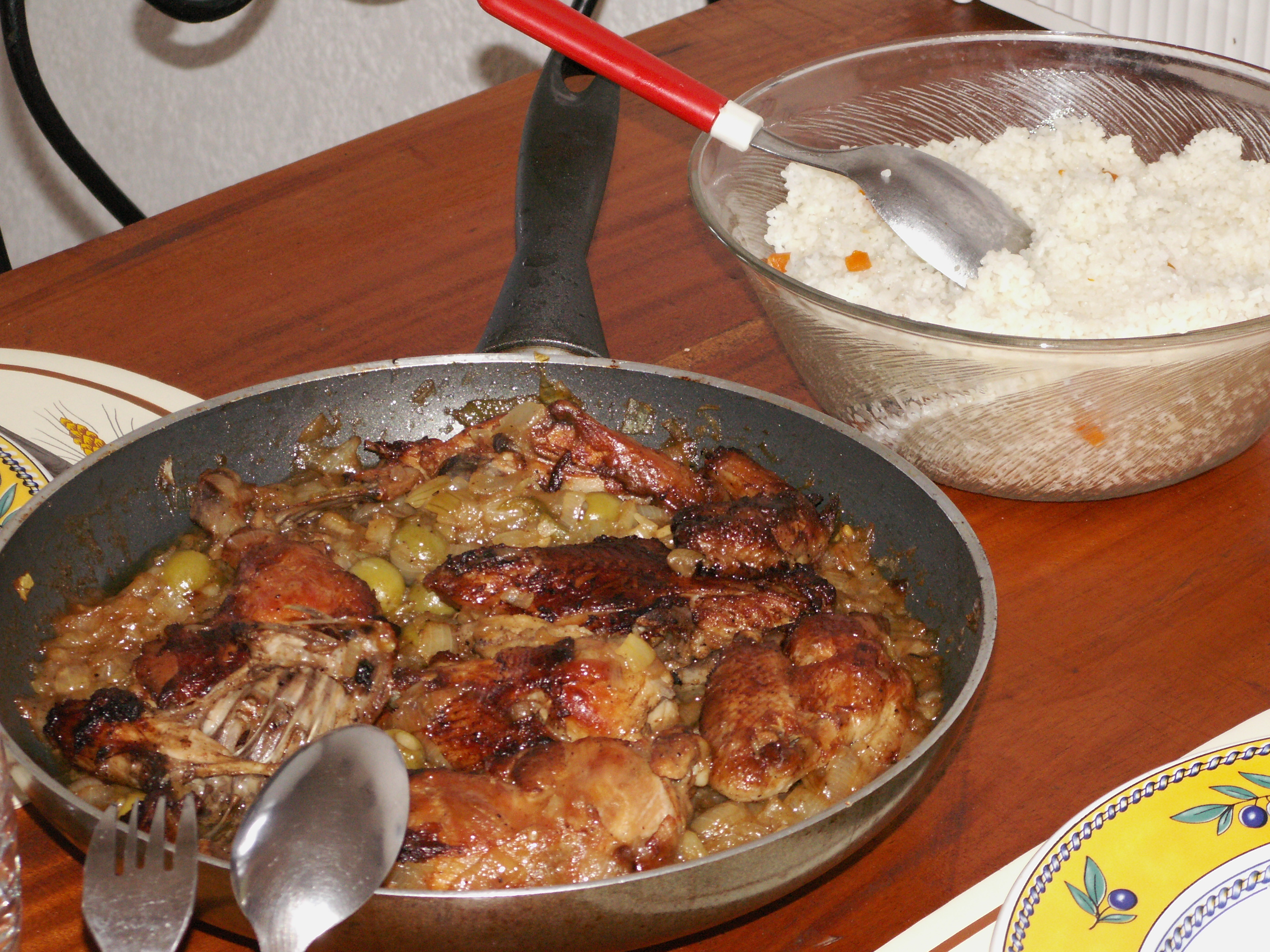
Kurczak Yassa i miska ryżu

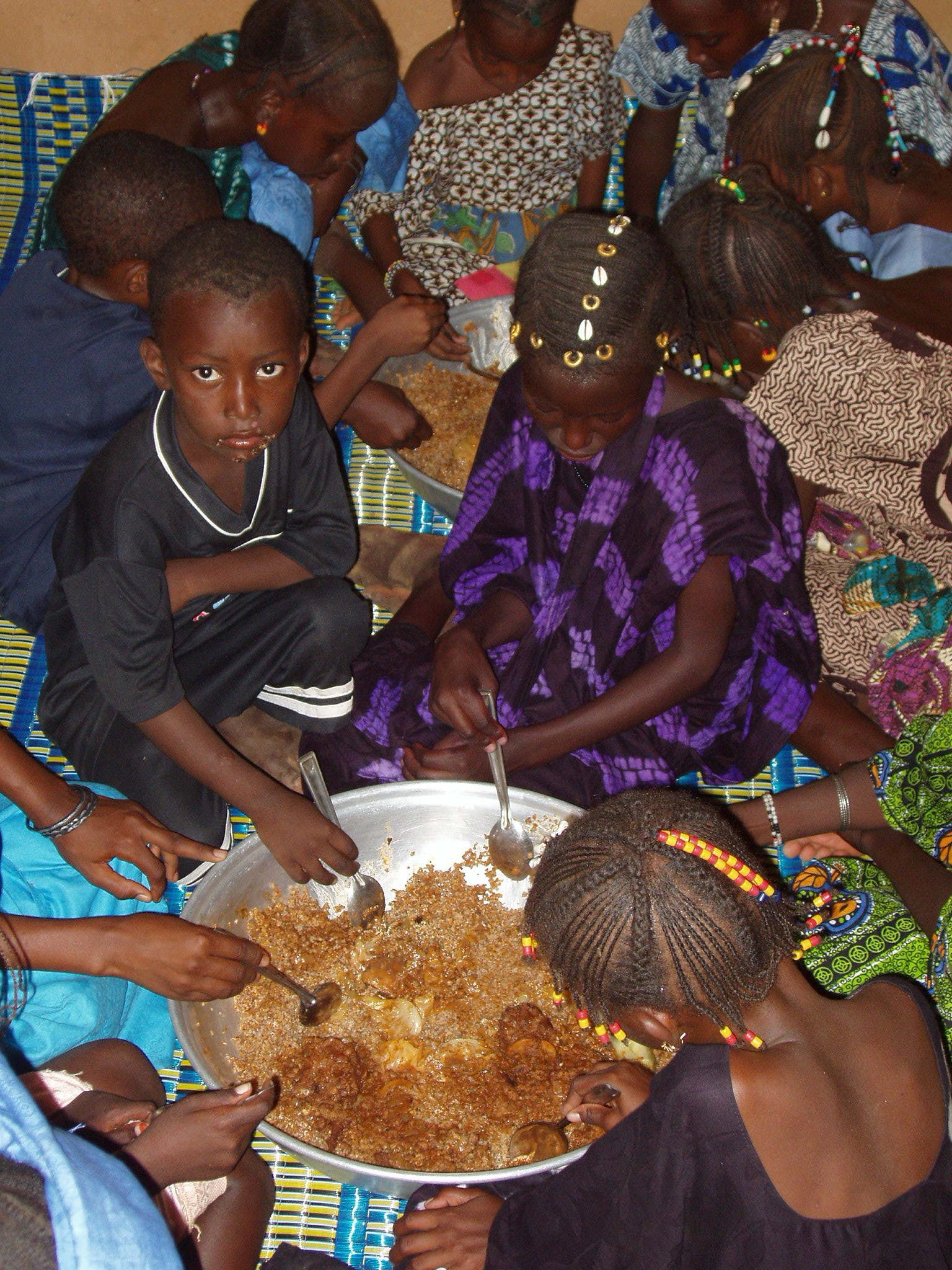
Wspólny posiłek w Senegalu

Kuchnia senegalska – styl przyrządzania potraw charakterystyczny dla Senegalu. Z uwagi na zaszłości historyczne (do 1958 kolonia francuska) wykazuje dużą liczbę cech zaczerpniętych z kuchni francuskiej, przefiltrowanych przez lokalną tradycję i zasoby kulinarne.

## Charakterystyka
Podstawą kuchni senegalskiej są świeże ryby i owoce morza poławiane na lokalnych wodach i od razu dostarczane na stół po różnorakiej obróbce – grillowane, smażone, gotowane lub wędzone. Układ dnia nawiązuje do tradycji francuskiej i ma następującą strukturę:
- lekkie, najczęściej pozostające w słodkawej tonacji, śniadanie (z dużym udziałem owoców),
- obiad składający się z przystawki (sałatka, ryby), dania głównego i deseru,
- kolacja – najobfitsze danie dnia, podawane od około godziny 21, często poprzedzane aperitifem, składająca się z wielu dań (małe porcje) i bagietki.

Do charakterystycznych dań kuchni senegalskiej należą m.in.:
- grillowane krewetki królewskie,
- miecznik,
- kurczak Yassa w sosie cytrynowym, z ryżem, cebulą i lokalnymi przyprawami.

Powyższy opis dotyczy oferty kierowanej do zamożnych mieszkańców i turystów. Duża część mieszkańców Senegalu żyje w ubóstwie i ich dieta znacząco różni się od przedstawionej wyżej.